# Coupe d'Italie de cyclisme sur route 2022
Navigation
Coupe d'Italie 2021
La Coupe d'Italie de cyclisme sur route 2022 est la 16e édition de la Coupe d'Italie de cyclisme sur route et la sixième sous le nom de Ciclismo Cup. Elle débute le 2 mars et se termine le 16 octobre. Pour cette édition, 19 épreuves sont au programme.

## Équipes
La compétition est réservée aux UCI WorldTeams, UCI ProTeams et continentales italiennes, ainsi qu'aux équipes composées en majorité de coureurs italiens.

## Résultats
| #  | Date          | Course                                                 | Cat.  | Vainqueur           | Équipe                             | Leader du classement individuel | Leader du classement par équipes |
| -- | ------------- | ------------------------------------------------------ | ----- | ------------------- | ---------------------------------- | ------------------------------- | -------------------------------- |
| 1  | 2 mars        | Trofeo Laigueglia (2022)                               | 1.Pro | Jan Polanc          | UAE Team Emirates                  | Alessandro Covi                 | UAE Team Emirates                |
| 2  | 16 mars       | Milan-Turin (2022)                                     | 1.Pro | Mark Cavendish      | Quick-Step Alpha Vinyl             | Alessandro Covi                 | UAE Team Emirates                |
| 3  | 20 mars       | Per sempre Alfredo (2022)                              | 1.1   | Marc Hirschi        | UAE Team Emirates                  | Alessandro Covi                 | UAE Team Emirates                |
| 4  | 23-26 mars    | Semaine internationale Coppi et Bartali (2022)         | 2.1   | Eddie Dunbar        | Ineos Grenadiers                   | Alessandro Covi                 | UAE Team Emirates                |
| 5  | 27 mars       | GP de l'industrie et de l'artisanat de Larciano (2022) | 1.Pro | Diego Ulissi        | UAE Team Emirates                  | Diego Ulissi                    | UAE Team Emirates                |
| 6  | 12-15 avril   | Tour de Sicile (2022)                                  | 2.1   | Damiano Caruso      | Italie                             | Damiano Caruso                  | UAE Team Emirates                |
| 7  | 18-22 avril   | Tour des Alpes (2022)                                  | 2.Pro | Romain Bardet       | DSM                                | Diego Ulissi                    | UAE Team Emirates                |
| 8  | 2 juin        | Tour des Apennins (2022)                               | 1.1   | Louis Meintjes      | Intermarché-Wanty-Gobert Matériaux | Diego Ulissi                    | UAE Team Emirates                |
| 9  | 4-8 juin      | Adriatica Ionica Race (2022)                           | 2.1   | Filippo Zana        | Bardiani CSF-Faizanè               | Diego Ulissi                    | Drone Hopper-Androni Giocattoli  |
| 10 | 27 juin       | Championnat d'Italie du contre-la-montre               | CN    | Filippo Ganna       | Ineos Grenadiers                   | Diego Ulissi                    | Drone Hopper-Androni Giocattoli  |
| 10 | 28 juin       | Championnat d'Italie sur route                         | CN    | Filippo Zana        | Bardiani CSF-Faizanè               | Filippo Zana                    | Drone Hopper-Androni Giocattoli  |
|    | 13-17 juillet | Semaine cycliste italienne (2022)                      | 2.1   | annulé              | annulé                             | Filippo Zana                    | Drone Hopper-Androni Giocattoli  |
| 11 | 14 septembre  | Tour de Toscane (2022)                                 | 1.1   | Marc Hirschi        | UAE Team Emirates                  | Filippo Zana                    | Drone Hopper-Androni Giocattoli  |
| 12 | 15 septembre  | Coppa Sabatini (2022)                                  | 1.Pro | Daniel Martínez     | Ineos Grenadiers                   | Filippo Zana                    | Drone Hopper-Androni Giocattoli  |
|    | 17 septembre  | Mémorial Marco Pantani (2022)                          | 1.1   | annulé              | annulé                             | Filippo Zana                    | Drone Hopper-Androni Giocattoli  |
|    | 18 septembre  | Trophée Matteotti (2022)                               | 1.1   | annulé              | annulé                             | Filippo Zana                    | Drone Hopper-Androni Giocattoli  |
| 13 | 29 septembre  | Coppa Agostoni (2022)                                  | 1.1   | Sjoerd Bax          | Alpecin-Deceuninck                 | Filippo Zana                    | Drone Hopper-Androni Giocattoli  |
| 14 | 1er octobre   | Tour d'Émilie (2022)                                   | 1.Pro | Enric Mas           | Movistar                           | Filippo Zana                    | UAE Team Emirates                |
|    | 2 octobre     | Grand Prix Bruno Beghelli (2022)                       | 1.1   | annulé              | annulé                             | Filippo Zana                    | UAE Team Emirates                |
| 15 | 3 octobre     | Coppa Bernocchi (2022)                                 | 1.Pro | Davide Ballerini    | Quick-Step Alpha Vinyl             | Filippo Zana                    | UAE Team Emirates                |
| 16 | 4 octobre     | Trois vallées varésines (2022)                         | 1.Pro | Tadej Pogačar       | UAE Team Emirates                  | Filippo Zana                    | UAE Team Emirates                |
| 17 | 6 octobre     | Tour du Piémont (2022)                                 | 1.Pro | Iván García Cortina | Movistar                           | Filippo Zana                    | UAE Team Emirates                |
| 18 | 12 octobre    | Tour de Vénétie (2022)                                 | 1.1   | Matteo Trentin      | UAE Team Emirates                  | Filippo Zana                    | UAE Team Emirates                |
| 19 | 16 octobre    | Veneto Classic (2022)                                  | 1.1   | Marc Hirschi        | UAE Team Emirates                  | Filippo Zana                    | UAE Team Emirates                |

## Classements
| Pos. | Coureur            | Équipe                             | Points |
| ---- | ------------------ | ---------------------------------- | ------ |
| 1    | Filippo Zana       | Bardiani CSF Faizanè               | 185    |
| 2    | Lorenzo Rota       | Intermarché-Wanty-Gobert Matériaux | 160    |
| 3    | Diego Ulissi       | UAE Team Emirates                  | 160    |
| 4    | Marc Hirschi       | UAE Emirates                       | 138    |
| 5    | Natnael Tesfatsion | Drone Hopper-Androni Giocattoli    | 115    |

| Pos. | Coureur            | Équipe                          | Points |
| ---- | ------------------ | ------------------------------- | ------ |
| 1    | Filippo Zana       | Bardiani CSF Faizanè            | 185    |
| 2    | Marc Hirschi       | UAE Emirates                    | 138    |
| 3    | Natnael Tesfatsion | Drone Hopper-Androni Giocattoli | 115    |
| 4    | Andrea Piccolo     | EF Education-EasyPost           | 111    |
| 5    | Tadej Pogačar      | UAE Emirates                    | 110    |

### Classement par équipes
| Pos. | Équipe                          | Points |
| ---- | ------------------------------- | ------ |
| 1    | UAE Emirates                    | 908    |
| 2    | Drone Hopper-Androni Giocattoli | 629    |
| 3    | Bardiani CSF Faizanè            | 586    |
| 4    | Astana Qazaqstan                | 445    |
| 5    | Eolo-Kometa                     | 323    |